# لی ویفنگ
لی ویفنگ (انگلیسی: Li Weifeng؛ زادهٔ ۱ دسامبر ۱۹۷۸) یک بازیکن فوتبال اهل جمهوری خلق چین است.